# Sant Salvador de Guardiola (kommun)
Sant Salvador de Guardiola är en kommun i Spanien.   Den ligger i provinsen Província de Barcelona och regionen Katalonien, i den östra delen av landet, 500 km öster om huvudstaden Madrid. Antalet invånare är 3 139. Arean är 37 kvadratkilometer. Sant Salvador de Guardiola gränsar till Rajadell, Manresa, Castellgalí, Marganell, El Bruc och Castellfollit del Boix. 
Terrängen i Sant Salvador de Guardiola är varierad.